# Musée-Placard d'Erik Satie
Musée-Placard d'Erik Satie (Skříňové muzeum Erika Satieho) bylo muzeum v Paříži. Nacházelo se v 18. obvodu v ulici Rue Cortot. Muzeum se zaměřovalo na život a tvorbu francouzského hudebního skladatele a klavíristy Erika Satieho (1866-1925).

## Historie
Muzeum bylo zřízeno v pokoji, ve druhém patře domu č. 6 v ulici Rue Cortot, kde skladatel žil v letech 1896-1898. Satie obýval v tomto domě různé byty v letech 1890-1898. Muzeum, které bylo zřízeno v pokoji o rozměrech 3×3 metry, bylo uzavřeno v roce 2008. Malé rozměry pokoje daly název i muzeu.